# Brommella tongyanfengi
Brommella tongyanfengi là một loài nhện trong chi Brommella, họ Dictynidae.
Loài này được Shuqiang Li miêu tả năm 2017. Tính từ định danh loài lấy theo tên giáo sư Yanfeng Tong thuộc Đại học Sư phạm Thẩm Dương ở Thẩm Dương, nhà phân loại học hàng đầu về họ nhện Oonopidae.

## Phân bố
Loài này được tìm thấy ở cao độ 114 m trong hang không tên, 23°57.278′B 109°39.696′Đ / 23,954633°B 109,6616°Đ thuộc địa phận trấn Tượng Châu (象州, Xiàngzhōu), huyện Tượng Châu, địa khu Lai Tân, Quảng Tây, Trung Quốc.